# Slaget ved Geddebæk
Slaget ved Geddebæk blev udkæmpet mellem kongsemnerne Knud Magnussen og Svend Grathe i foråret 1152 under Den danske Borgerkrig (1146-1157). Det foregik ved vandløbet Geddebæk mellem Kjellerup og Thorning, og resulterede i en sejr til Svend. Knud måtte efterfølgende trække sin hær tilbage til Sydvestjylland, hvorfra han førte en defensiv krig sammen med friserne.
Ifølge Saxo spillede Valdemar, senere Valdemar d. 1., en afgørende rolle i slaget. Han udmærkede sig med en række militære bedrifter, f.eks. var han den første der krydsede bækken, der skilte de to hære fra hinanden, og knækkede senere en tysk ridders lanse.
Svends sejr ved Geddebæk gav ham favorable betingelser til de efterfølgende fredsforhandlinger hos kejser Frederik Barbarossa i Merseburg 1152. Her blev Svend anerkendt som konge af Danmark, og Knud blot som lensherre af Sjælland. Valdemar blev formelt anerkendt som hertug af Slesvig, ligesom sin far, Knud Lavard.
Hvor Geddebæk krydser Vattrupvej findes en mindesten for slaget.
Efter Slaget på Grathe Hede fem år senere, blev Svend Grathe dræbt ved Hauge Sø blot fem km sydvest herfor.